# Kerkebet
Kerkebet är ett distrikt i Eritrea.   Det ligger i regionen Ansebaregionen, i den nordvästra delen av landet, 180 km nordväst om huvudstaden Asmara.